# UCI WorldTeam
UCI WorldTeam (2015–současnost), dříve UCI ProTeam (2005–2014), je pojem používaný Mezinárodní cyklistickou unií pro označení týmu nejvyšší kategorie v silniční cyklistice, který se účastní závodů v rámci UCI World Tour.

## Seznam týmů

### 2010
- Ag2r–La Mondiale
- Astana
- BMC Racing Team
- Euskaltel–Euskadi
- FDJ
- Footon–Servetto
- Garmin–Transitions
- HTC–Columbia
- Katusha
- Lampre–Farnese Vini
- Liquigas–Doimo
- Milram
- Omega Pharma–Lotto
- Quick-Step
- Rabobank
- Team RadioShack
- Team Saxo Bank
- Team Sky

### 2011
- Ag2r–La Mondiale
- Astana
- BMC Racing Team
- Euskaltel–Euskadi
- Garmin–Cervélo
- HTC–Highroad
- Lampre–ISD
- Leopard Trek
- Liquigas–Cannondale
- Movistar Team
- Omega Pharma–Lotto
- Quick-Step
- Rabobank
- Saxo Bank–SunGard
- Team Katusha
- Team RadioShack
- Team Sky
- Vacansoleil–DCM

### 2012
- Ag2r–La Mondiale
- Astana
- BMC Racing Team
- Euskaltel–Euskadi
- FDJ–BigMat
- Garmin–Sharp
- Lampre–ISD
- Liquigas–Cannondale
- Lotto–Belisol
- Movistar Team
- Omega Pharma–Quick-Step
- Orica–GreenEDGE
- Rabobank
- RadioShack–Nissan
- Saxo Bank–Tinkoff Bank
- Team Katusha
- Team Sky
- Vacansoleil–DCM

### 2013
- Ag2r–La Mondiale
- Argos–Shimano
- Astana
- Belkin Pro Cycling
- BMC Racing Team
- Cannondale Pro Cycling
- Euskaltel–Euskadi
- FDJ.fr
- Garmin–Sharp
- Lampre–Merida
- Lotto–Belisol
- Movistar Team
- Omega Pharma–Quick-Step
- Orica–GreenEDGE
- RadioShack–Leopard
- Saxo–Tinkoff
- Team Katusha
- Team Sky
- Vacansoleil–DCM

### 2014
- Ag2r–La Mondiale
- Astana
- Belkin Pro Cycling
- BMC Racing Team
- Cannondale Pro Cycling
- FDJ.fr
- Garmin–Sharp
- Giant–Shimano
- Lampre–Merida
- Lotto–Belisol
- Movistar Team
- Omega Pharma–Quick-Step
- Orica–GreenEDGE
- Team Europcar
- Team Katusha
- Team Sky
- Tinkoff–Saxo
- Trek Factory Racing

### 2015
- AG2R La Mondiale
- Astana
- BMC Racing Team
- Cannondale–Garmin
- Etixx–Quick-Step
- FDJ
- IAM Cycling
- Lampre–Merida
- LottoNL–Jumbo
- Lotto–Soudal
- Movistar Team
- Orica–GreenEDGE
- Team Giant–Alpecin
- Team Katusha
- Team Sky
- Tinkoff–Saxo
- Trek Factory Racing

### 2016
- AG2R La Mondiale
- Astana
- BMC Racing Team
- Cannondale–Drapac
- Etixx–Quick-Step
- FDJ
- IAM Cycling
- Lampre–Merida
- LottoNL–Jumbo
- Lotto–Soudal
- Movistar Team
- Orica–BikeExchange
- Team Dimension Data
- Team Giant–Alpecin
- Team Katusha
- Team Sky
- Tinkoff
- Trek–Segafredo

### 2017
- AG2R La Mondiale
- Astana
- Bahrain–Merida
- BMC Racing Team
- Bora–Hansgrohe
- Cannondale–Drapac
- FDJ
- LottoNL–Jumbo
- Lotto–Soudal
- Movistar Team
- Orica–Scott
- Quick-Step Floors
- Team Dimension Data
- Team Katusha–Alpecin
- Team Sky
- Team Sunweb
- Trek–Segafredo
- UAE Team Emirates

### 2018
- AG2R La Mondiale
- Astana
- Bahrain–Merida
- BMC Racing Team
- Bora–Hansgrohe
- EF Education First–Drapac p/b Cannondale
- Groupama–FDJ
- LottoNL–Jumbo
- Lotto–Soudal
- Mitchelton–Scott
- Movistar Team
- Quick-Step Floors
- Team Dimension Data
- Team Katusha–Alpecin
- Team Sky
- Team Sunweb
- Trek–Segafredo
- UAE Team Emirates

### 2019
- AG2R La Mondiale
- Astana
- Bahrain–Merida
- Bora–Hansgrohe
- CCC Team
- Deceuninck–Quick-Step
- EF Education First
- Groupama–FDJ
- Lotto–Soudal
- Mitchelton–Scott
- Movistar Team
- Team Dimension Data
- Team Ineos
- Team Jumbo–Visma
- Team Katusha–Alpecin
- Team Sunweb
- Trek–Segafredo
- UAE Team Emirates

### 2020
- AG2R La Mondiale
- Astana
- Bahrain–McLaren
- Bora–Hansgrohe
- CCC Team
- Cofidis
- Deceuninck–Quick-Step
- EF Pro Cycling
- Groupama–FDJ
- Israel Start-Up Nation
- Lotto–Soudal
- Mitchelton–Scott
- Movistar Team
- NTT Pro Cycling
- Ineos Grenadiers
- Team Jumbo–Visma
- Team Sunweb
- Trek–Segafredo
- UAE Team Emirates

### 2021
- AG2R Citroën Team
- Astana–Premier Tech
- Bora–Hansgrohe
- Cofidis
- Deceuninck–Quick-Step
- EF Education–Nippo
- Groupama–FDJ
- Ineos Grenadiers
- Intermarché–Wanty–Gobert Matériaux
- Israel Start-Up Nation
- Lotto–Soudal
- Movistar Team
- Team Bahrain Victorious
- Team BikeExchange
- Team DSM
- Team Jumbo–Visma
- Team Qhubeka NextHash
- Trek–Segafredo
- UAE Team Emirates

### 2022
- AG2R Citroën Team
- Astana Qazaqstan Team
- Bora–Hansgrohe
- Cofidis
- EF Education–EasyPost
- Groupama–FDJ
- Ineos Grenadiers
- Intermarché–Wanty–Gobert Matériaux
- Israel–Premier Tech
- Lotto–Soudal
- Movistar Team
- Quick-Step–Alpha Vinyl
- Team Bahrain Victorious
- Team BikeExchange–Jayco
- Team DSM
- Team Jumbo–Visma
- Trek–Segafredo
- UAE Team Emirates

### 2023
- AG2R Citroën Team
- Alpecin–Deceuninck
- Arkéa–Samsic
- Astana Qazaqstan Team
- Bora–Hansgrohe
- Cofidis
- EF Education–EasyPost
- Groupama–FDJ
- Ineos Grenadiers
- Intermarché–Circus–Wanty
- Lidl–Trek
- Movistar Team
- Soudal–Quick-Step
- Team Bahrain Victorious
- Team dsm–firmenich
- Team Jayco–AlUla
- Team Jumbo–Visma
- UAE Team Emirates

### 2024
- Alpecin–Deceuninck
- Arkéa–B&B Hotels
- Astana Qazaqstan Team
- Cofidis
- Decathlon–AG2R La Mondiale
- EF Education–EasyPost
- Groupama–FDJ
- Ineos Grenadiers
- Intermarché–Wanty
- Lidl–Trek
- Movistar Team
- Red Bull–Bora–Hansgrohe
- Soudal–Quick-Step
- Team Bahrain Victorious
- Team dsm–firmenich PostNL
- Team Jayco–AlUla
- Visma–Lease a Bike
- UAE Team Emirates

### 2025
- Alpecin–Deceuninck
- Arkéa–B&B Hotels
- Cofidis
- Decathlon–AG2R La Mondiale
- EF Education–EasyPost
- Groupama–FDJ
- Ineos Grenadiers
- Intermarché–Wanty
- Lidl–Trek
- Movistar Team
- Red Bull–Bora–Hansgrohe
- Soudal–Quick-Step
- Team Bahrain Victorious
- Team Jayco–AlUla
- Team Picnic PostNL
- UAE Team Emirates XRG
- Visma–Lease a Bike
- XDS Astana Team